# Sandagymnasiet
Sandagymnasiet är en gymnasieskola och Högstadium i Huskvarna i Sverige, som invigdes inför läsåret 1970–1971 Numera bedrivs även idrottsgymnasieverksamhet vid skolan. Först ut var basketboll och längdskidåkning 1979. På senare år har fler sporter tillkommit, bland annat fotboll och ishockey, som båda tillkom år 1995.
Särskola bedrivs också vid Sandagymnasiet, och där handlar det om både grundsärskola med årskurserna 7–9 och gymnasiesärskola.
I början av 2000-talet fanns också "Sanda grundskola".

## Sanda Idrottscentrum[7]
På Sanda idrottscentrum finns 16 olika idrotter på RIG, NIU eller LIU-nivå.. Eleverna läser ett av nedanstående nationella program och läser upp till 500 poäng i vald idrott. Träningarna/lektionerna i idrottsspecialisering är förlagda på måndag till torsdag morgon och de flesta eleverna tränar med sin förening på eftermiddagarna. 
- Naturvetenskap (NA)
- Samhällsvetenskap (SA)
- Ekonomi (EK)
- Barn och Fritid (BF)
- Handel och Administration (HA)

### Idrotter på Sanda
- Badminton
- Basket
- Fotboll
- Friidrott
- Golf
- Handboll
- Innebandy
- Ishockey
- Kanot
- Konståkning
- Mountainbike
- Orientering
- Rodd
- Simsport
- Tennis
- Volleyboll

## Andra kommunala gymnasieskolor i Jönköping
- Per Brahegymnasiet
- Bäckadalsgymnasiet
- Erik Dahlbergsgymnasiet